# Hyloxalus abditaurantius
Hyloxalus abditaurantius – gatunek płaza bezogonowego z rodziny drzewołazowatych (Dendrobatidae). Endemit Kolumbii, krytycznie zagrożony wyginięciem.

## Systematyka
Gatunek ten opisał w 1975 roku Philip Arthur Silverstone-Sopkin, nadając mu nazwę Colostethus abditaurantius. Holotyp i dwa paratypy zostały odłowione przez autora w sierpniu 1971 roku. Miejsce typowe to Quebrada Altagracia, Bello, departament Antioquia, Kolumbia, na wysokości około 1450 m n.p.m. W 2006 roku Frost i inni przenieśli gatunek do rodzaju Hyloxalus.

## Występowanie
Występuje w kolumbijskich Andach na wysokości 1280–2110 m n.p.m. Jego naturalnym środowiskiem są tropikalne wilgotne lasy górskie, gdzie był spotykany na roślinności wzdłuż źródeł wody, np. strumieni; był też spotykany w lasach wtórnych.

## Status zagrożenia
W Czerwonej księdze gatunków zagrożonych IUCN Hyloxalus abditaurantius od 2019 roku klasyfikowany jest jako gatunek krytycznie zagrożony (CR, ang. Critically Endangered); wcześniej, od 2004 roku uznawano go za gatunek najmniejszej troski (LC, ang. Least Concern). Jeszcze w latach 90. płaz ten był liczny, ale już wtedy notowano spadki liczebności. Mimo poszukiwań nie odnotowano żadnych stwierdzeń w XXI wieku, tak więc niewykluczone, że gatunek ten już wymarł. Jeśli przeżył, to jego populacja jest bardzo nieliczna i liczy mniej niż 250 dorosłych osobników. Rolnictwo, zarówno uprawy, jak i wypas zwierząt, a także wyręb lasów i zanieczyszczenia rolnicze stanowią lokalne zagrożenia dla siedlisk tego gatunku. Do gwałtownego spadku liczebności mogła się przyczynić chytridiomikoza – grzybicza choroba wywołana przez Batrachochytrium dendrobatidis.
Zasięg występowania tego gatunku obejmował kilka obszarów chronionych, w tym Park Narodowy Tatamá i Park Narodowy Farallones de Cali. 